# 家のなかの絵
『家のなかの絵』 (いえのなかのえ、英語: The Picture in the House) は、ハワード・フィリップス・ラヴクラフトによる短編怪奇小説。1920年12月に執筆され、1921年7月号発行の『ナショナル・アマチュア』誌に掲載された。1924年には『ウィアード・テイルズ』にも掲載された。

## あらすじ
1896年11月のある日、主人公（語り手）はニューイングランドのミスカトニック谷で系譜学上の調査のため自転車を走らせ、アーカム方面へと向かっていた。降り出した雨を避ける為雨宿りできそうな場所を探した主人公は、森の中に立つ古風で不気味な木造家屋に立ち寄る。
その家は一見、無人のようにも思えたが窓などは割れておらず、主人公は呼びかけに対する返答がないことを確かめてから、鍵の掛けられていないドアから邸内に入ってみた。
家の中の調度品はどれも恐ろしく古めかしいもので、系譜学を嗜んでいる主人公にとっては興味深いものも多かった。中でも主人公の興味を引いたのが、1598年にドイツで出版された『コンゴ王国記』という稀覯書であった。この本はイタリア人の学者フィリッポ・ピガフェッタがロペスという船乗りから聞いた話をまとめたもので、ド・ブロイ兄弟による精緻かつおどろおどろしい挿絵が付され、文章はすべてラテン語で書かれていた。
主人公が不気味に感じた点は、『コンゴ王国記』のあるページだけがまるで何度も開かれたような癖がついており、そのページには人肉食文化を持つ部族の肉屋の様子を精緻に描いたとりわけ不気味な挿絵が掲載されていたことであった。
するうちに家の二階から物音が聞こえ、この家に住んでいると思われる異様な風貌の老人が現れた。老人は白いあごひげを蓄え、ぼろぼろの服を着ている一方で、体つきはたくましく顔色も老人とは思えぬ程血色がよく、鋭い眼光の持ち主であった。
老人は雨宿りに来た主人公をとがめることもなく、むしろ友好的であり、稀覯書『コンゴ王国記』を入手した経緯などを話していたが、主人公がラテン語で書かれた本文の一部を読み聞かせると、異様なほどの喜びを示し、自分はこの本の中でも、人肉食部族の肉屋を描いた挿絵がことのほか気に入っているという話を始めた。
老人が人肉食についての興味を嬉々として話していることや、このあたりで旅行者が行方不明になっていると自ら示唆していること、また老人の話から、彼の寿命が普通に考えれられる人間のそれよりもはるかに長いのではないかと思われることなどから、主人公が言いようのない恐ろしさを感じていると、老人は、『自分は確かに人肉食に興味はあるが、実際に何かをしたようなことはない』と言う。
老人はふと話をやめたが、それは、テーブルの上に開かれた『コンゴ王国記』のページの上に妙な染みが現れたからであった。主人公は雨漏りかと思ったが、その染みは赤色をしていた。主人公と老人が天井を見上げると、そこには真っ赤な染みが広がっていくのが見えた。主人公がそれを目にした直後、激しい落雷が家を直撃し、主人公の精神は忘却によって救われた。

## その他
- この話では、名前のみではあるがラヴクラフトの著作内で初めて「アーカム」「ミスカトニック谷」といった架空の地名への言及がみられる。
- 作中に登場するフィリッポ・ピガフェッタ（英語版）の本は実在し、描写もおおむね正しい[5]。

## 収録
- 国書刊行会『定本ラヴクラフト全集1』矢野浩三郎監訳／高木国寿訳 「一枚の絵」
- 創元推理文庫『ラヴクラフト全集3』大瀧啓裕訳 「家のなかの絵」
- 星海社FICTIONS『宇宙の彼方の色 新訳クトゥルー神話コレクション5』森瀬繚訳 「家の中の絵」
- 新潮文庫『アウトサイダー クトゥルー神話傑作選』南條竹則訳 「家の中の絵」